# Manșuk Mametova
Manșuk „Mansia” Jiengalievna Mametova (în kazahă Мәншүк Жиенғалиқызы Мәметова, Mänșük Jïenğaliqizi Mämetova; în rusă Маншук Жиенгалиевна Маметова; n. 23 octombrie 1922, Jiekqūm⁠(d), Q4476930⁠(d), Kirghiz Autonomous Socialist Soviet Republic⁠(d), RSFS Rusă – d. 15 octombrie 1943, Nevel⁠(d), RSFS Rusă, URSS) a fost o mitralioare din Brigada 100 a Diviziei 21 a Armatei Ruse în timpul celui de-al Doilea Război Mondial. Ea a devenit prima femeie kazahă căreia i-a fost acordat titlul de Erou al Uniunii Sovietice după ce Sovietul Suprem a decorat-o post-mortem la 1 martie 1944.

## Primii ani
Manșuk Mametova s-a născut în regiunea Ural din actualul Kazahstan în familia unui cizmar și și-a petrecut copilăria în Alma-Ata la mătușa ei, Amina Mametova. Părinții ei au încredințat-o unchiului și mătușii ei care nu au avut copii. În timpul Marii epurări unchiul ei adoptiv a fost arestat. Înainte de arestarea sa, el a încurajat-o pe Manșuk să studieze medicina. După ce a absolvit liceul, Manșuk a urmat școala de asistente în timp ce lucra la Consiliul Comisarilor Poporului al RSS Kazahă ca secretar al vicepreședintelui. Mai târziu, ea s-a înscris la Institutul medical din Alma-Ata. După invazia germană a Uniunii Sovietice a încercat să se alăture Armatei Roșii și după ce a fost respinsă, și-a continuat formarea medicală și a învățat cum să folosească o armă.

## Cariera militară
După mai multe solicitări refuzate de a se alătura Armatei Roșii, Mametova a fost acceptată în cele din urmă în Armata Roșie în septembrie 1942 și a lucrat ca funcționar la cartierul general al Armatei înainte de a fi trimisă să lucreze ca asistentă medicală într-un spital, în ciuda cererii ei de a fi atribuităe la o unitate de infanterie. În timp ce lucra ca asistentă a continuat instruirea în folosirea mitralierei Maxim. După ce comandantul ei i-au testat abilitățile de tragere a fost promovată la sergent major, ceea ce i-a permis să fie transferată la Brigada 100 de infanterie, cunoscută și ca Brigada 100 de infanterie kazahă pentru că 86% dintre soldații săi au fost kazahi. În timpul războiului ea s-a îndrăgostit de un alt mitralior, Nurken Husainov, dar a spus unui singur prieten despre sentimentele ei. Atât Mametova cât și Husainov au murit pe 15 octombrie 1943 în Nevel. De-a lungul războiului, ea nu s-a despărțit niciodată de armă și și-a câștigat respectul celorlalți soldați din divizie după botezul focului, în care a atras soldații inamici înainte de a deschide focul asupra lor cu o mitralieră.

### Ultima bătălie
După ce forțele Sovietice au să recucerească Nevel, a început o serie de contraatacuri. Pe 15 octombrie 1943, în ultima ei luptă, Mametova nu s-a retras de pe un deal strategic cu restul unității ei, când soldații germani au început să se apropie de zona în valuri. Soldații germani au încercat să elimine cele trei posturi de mitralieră între care se târa Mametova prin bombardamente și atacuri cu mortiere, care au rănit-o în cap și au făcut-o să-și piardă cunoștința, dar ulterior a continuat să tragă. Un alt soldat din regimentul ei, Ahmetjanov, i-a cerut în mod repetat să se retragă cu ei, dar ea a refuzat și a continuat să tragă, spunând că, dacă s-a oprit din tragere germanii ar avansa mai mult și toată brigada ar fi ucisă. Barajul de bombardamente i-a ucis pe restul mitraliorilor care o ajutau, așa că și-a mutat arma într-o altă poziție și a continuat singură tragerea în forțele Wehrmachtului, provocând pierderi grele inamicului. În cele din urmă Mametova a fost rănită mortal de către o rafală, dar a continuat lupta până când a decedat în urma rănilor ei. Ea a reușit să ucidă peste 70 de combatanți în bătălia finală. Rămășițele ei au fost descoperite de către forțele Sovietice, când au reusit să recucerească acea poziție și au fost îngropate în Nevel, unde a fost ridicat un monument dedicat curajul ei.

## Recunoașterea
În urma acestei bătăii Mametova a fost decorată post-mortem cu titlul de Erou al Uniunii Sovietice după ce supraviețuitorii bătăliei au povestit despre curajul ei. Ea și lunetista Alia Moldagulova au fost singurele femei kazahe devenite Eroine ale Uniunii Sovietice și rămân foarte venerate în Kazahstan și Rusia. O statuie a lui Mametova a fost construită în Oral, dar a fost modificată în 2015 să le includă și pe Alia Moldagulova și pilotul Hiuaz Dospanova; monumentul a fost redenumit „Fiicele glorioase ale poporului kazah”. Mametova a devenit una dintre cele mai venerate eroine ale Uniunii Sovietice, fiindu-i dedicate poezii, un muzeu, și cântece ce o prezentau ca un soldat model care a refuzat să se retragă. În 1969 filmul sovietic Cântecul lui Manshuk a descris viața ei în război, cu actrita Natalia Arinbasarova în rolul său. Mai multe străzi și școli din Alma Ata, Nevel, Oral și în alte orașe au fost numite după ea, inclusiv Colegiul de Științe Umaniste Manșuk Mametova. Portretul său apare pe mai multe timbre din Kazahstan și pe un plic poștal din Uniunea Sovietică.

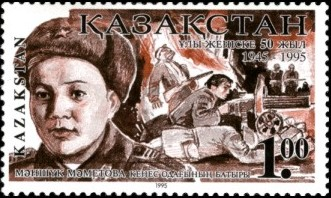
Timbru din Kazahstan din 1955 cu Mametova
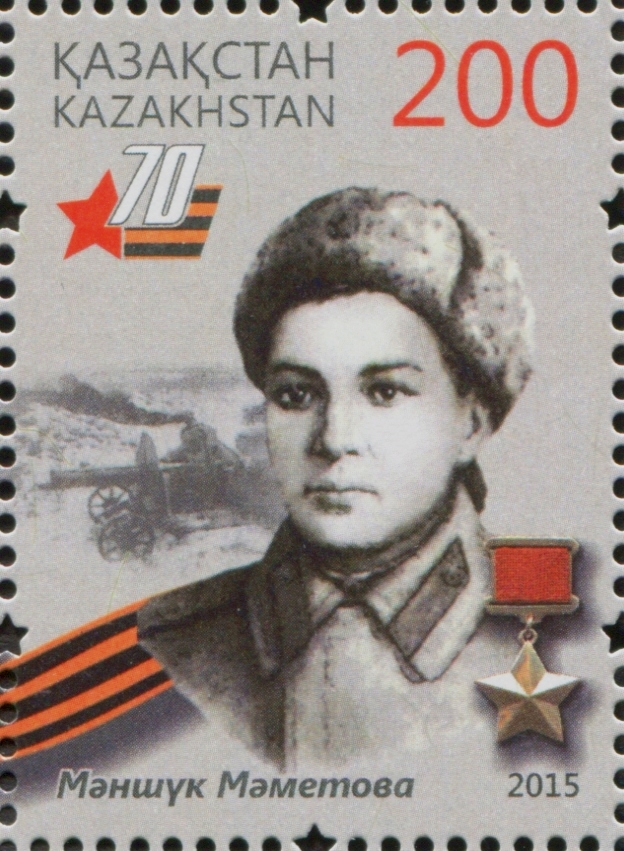
Timbru din Kazahstan din 2015 cu Mametova
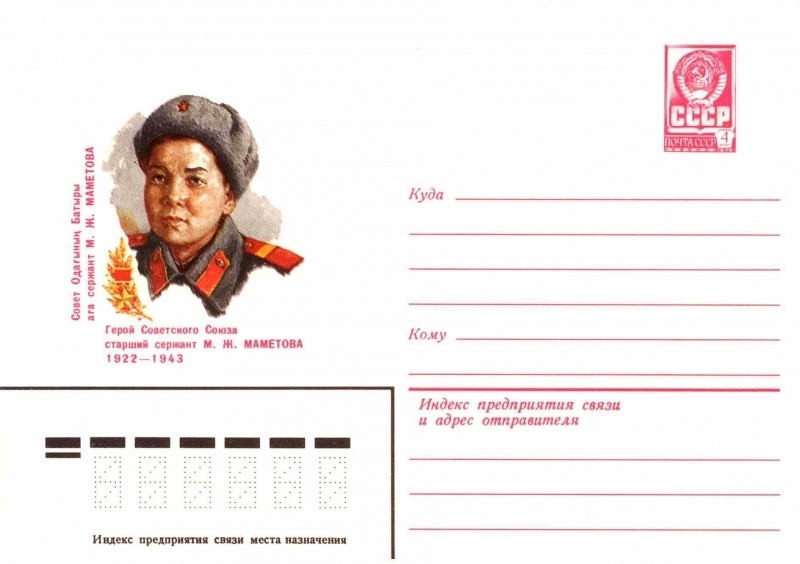
Plic sovietic cu portretul lui Mametova